# Štefan Adamič
Štefan Adamič, slovenski raziskovalec in organizator biomedicinske informatike,  * 3. avgust 1926, Kompolje, Dobrepolje, † 27. januar 2022, Ljubljana
Leta 1953 je diplomiral na Veterinarski fakulteti v Zagrebu in 1957 dosegel doktorat znanosti. V študijskem letu 1965/1966 se je strokovno izpopolnjeval na oddelku za farmakologijo fakultete za medicino v Winnipegu (Kanada). Bil je asistent na oddelku za veterinarstvo Biotehniške fakultete v Ljubljani (1955-1959), znanstveni sodelavec na patofiziološkem inštitutu Medicinske fakultete v Ljubljani in predstojnik Inštituta za biomedicinsko informatiko. Sam ali v soavtorstvu je v domači in tuji literaturi objavil več strokovno-znanstvenih člankov s področja fiziologije in farmakologije ter napisal knjigi Informatika v biomedicini (COBISS)  in Temelji biostatistike. (COBISS)
Pokopan je na Žalah.